# Herman Doedens
Hermannus (Herman) Doedens (Peize, 15 januari 1906 - Utrecht, 31 januari 1989) was een Drentstalige schrijver, die ook publiceerde onder het pseudoniem Harm Drent.
Doedens was een zoon van de rijksveldwachter Pieter Doedens en Antje Visser. Hij werd geboren in Peize, maar vanwege het beroep van zijn vader, verhuisde het ouderlijk gezin meerdere malen. Hij woonde in zijn jeugd onder meer in Groningen, Veenhuizen, Odoorn, Assen en Gasselte. Doedens volgde de opleiding aan de kweekschool te Groningen. Na zijn opleiding was hij onderwijzer in verschillende plaatsen. Na het behalen van enkele middelbare onderwijsaktes werd hij docent aan een middelbare school in Utrecht.

In 1935 begon hij te publiceren in de Drentse taal. Hij werd literair medewerker van het Maandblad Drenthe. Doedens publiceerde daarnaast onder meer in de Nieuwe Drentse Volksalmanak en in Oeze Volk. In de Provinciale Drentsche en Asser Courant had hij een eigen rubriek, de Hoek van Harm. Hij gebruikte deze rubriek mede als een platform om de streektaal te bevorderen. Hij gebruikte voor zijn publicaties in het Drents het pseudoniem Harm Drent, naar een bestaande persoon, een speelman-zanger uit de omgeving van Gasselte, waar hij vanaf zijn 16e jaar woonde. Als herinnering aan zijn jeugdjaren in Gasselte schreef hij Achter Horstmanns bos, waaruit een fragment: 
'Het nevelt over 't Hunzedal.
De zummer bluit an iedre wal.
En 't dörpie lig daor gries en old'.
in roggegeel en haovergold.
Hij trouwde op 28 december 1932 in Enschede met de onderwijzeres Johanna Heimann (1907-2007), dochter van de horlogemaker Carl Heimann en Maria Johanna Rehling. Uit dit huwelijk werden drie kinderen geboren. Een van hen is de strafpleiter Piet Doedens. Herman Doedens overleed in januari 1989 te Utrecht op 83-jarige leeftijd.